# Stenosmicra tenuis
Stenosmicra tenuis är en stekelart som beskrevs av Boucek 1992. Stenosmicra tenuis ingår i släktet Stenosmicra och familjen bredlårsteklar.
Artens utbredningsområde är Costa Rica. Inga underarter finns listade i Catalogue of Life.